# 托坎廷斯河畔圣塞巴斯蒂昂
托坎廷斯河畔圣塞巴斯蒂昂是巴西托坎廷斯州的一个市镇。总面积287.271平方公里，总人口4244人，人口密度14.8人/平方公里。